# Sara Bäckmo
Sara Bäckmo, född 10 augusti 1978, är en svensk journalist, trädgårdsexpert och bloggare. Hon är även verksam som författare och föreläsare. 

## Biografi
Bäckmo är uppvuxen på Styrsö men är numera bosatt på gården Skillnadens i byn Bökebacken, som ligger i Vederslövs distrikt i Växjö kommun. Hon förvärvade Skillnadens då hon var 25 år. På gården är hon självförsörjande på grönsaker och har gett ut flera böcker om odling. Hon gav 2016 ut boken Skillnadens trädgård som bygger på Bäckmos egen erfarenhet av att förvandla en igenvuxen tomt till ett trädgårdsskafferi och ger råd om hur man odlar grönsaker. År 2017 gav hon ut boken Skillnadens skörd som handlar om hur nyskördade råvaror tas om hand, förvaras och blir till mat. Bäckmo driver sedan 2014 även bloggen Skillnadens trädgård som är en av Sveriges största trädgårdsbloggar.
Bäckmo har tidigare arbetat som journalist, bland annat på Sveriges Radio. År 2020 var hon värd för Sommar i P1.